# حساب ابتداءا من الصفر (علم الحاسوب)
في علم الحاسوب، الحساب ابتداءا من الصفر هو أن يُبتدأ الحساب لمتتالية ما أو جدول من الصفر بدلا من أن يُبتدأ من الواحد. على سبيل المثال، في لغة البرمجة سي، المؤشر الذي يمكن من الوصول إلى مختلف عناصر جدول ما أحادي البعد، ينطلق من الصفر وليس من الواحد.